# Five Nations 1972
Die Ausgabe 1972 des jährlich ausgetragenen Rugby-Union-Turniers Five Nations (seit 2000 Six Nations) musste wegen des Nordirlandkonflikts vorzeitig beendet werden, so dass es keinen Sieger gab. Nach dem Blutsonntag in Derry war die britische Botschaft in Dublin von einem aufgebrachten Mob niedergebrannt worden und zahlreiche Spieler hatten Drohbriefe erhalten. Schottland und Wales weigerten sich, zu den noch bevorstehenden Auswärtsspielen in Irland anzutreten und begründeten dies mit der mangelnden Sicherheit.
Als eine Art Entschädigung für die Fans trugen Frankreich und Irland am 29. April in Dublin ein Freundschaftsspiel aus, das nicht zum Turnier zählte (24:14-Sieg für Irland). Die französische Nationalmannschaft bestritt ihre Heimspiele zum letzten Mal im Stade Olympique Yves-du-Manoir im Pariser Vorort Colombes.

## Teilnehmer
| Land       | Stadion                        | Stadt     | Trainer          | Kapitän                                             |
| ---------- | ------------------------------ | --------- | ---------------- | --------------------------------------------------- |
| England    | Twickenham Stadium             | London    | John Elders      | Bob Hiller / Peter Dixon                            |
| Frankreich | Stade Olympique Yves-du-Manoir | Colombes  | Fernand Cazenave | Benoît Dauga / Walter Spanghero / Pierre Villepreux |
| Irland     | Lansdowne Road                 | Dublin    | Syd Millar       | Tom Kiernan                                         |
| Schottland | Murrayfield Stadium            | Edinburgh | Bill Dickinson   | Peter Brown                                         |
| Wales      | Cardiff Arms Park              | Cardiff   | Clive Rowlands   | John Lloyd                                          |

## Tabelle
|    | Land       | Spiele | Siege | Unent. | Ndlg. | Spiel- punkte | Diff. | Tabellen- punkte |
| -- | ---------- | ------ | ----- | ------ | ----- | ------------- | ----- | ---------------- |
| 1. | Wales      | 3      | 3     | 0      | 0     | 67:21         | + 46  | 6                |
| 2. | Irland     | 2      | 2     | 0      | 0     | 30:21         | + 9   | 4                |
| 3. | Schottland | 3      | 2     | 0      | 1     | 55:53         | + 2   | 4                |
| 4. | Frankreich | 4      | 1     | 0      | 3     | 61:66         | − 5   | 2                |
| 5. | England    | 4      | 0     | 0      | 4     | 36:88         | − 52  | 0                |

## Ergebnisse
| 15. Januar 1972 | England             | 3 : 12        | Wales                                                              | Twickenham Stadium, London Schiedsrichter: Jake Young (Schottland) |
| 15. Januar 1972 | Straftritte: Hiller | (3:6) Bericht | Versuche: J. P. R. Williams Erhöhungen: John Straftritte: John (2) | Twickenham Stadium, London Schiedsrichter: Jake Young (Schottland) |

| 15. Januar 1972 | Schottland                                                                                  | 20 : 9         | Frankreich                                                     | Murrayfield Stadium, Edinburgh Zuschauer: 50.000 Schiedsrichter: Meirion Joseph (Wales) |
| 15. Januar 1972 | Versuche: Frame Renwick Telfer Erhöhungen: A. Brown Straftritte: P. Brown Dropgoals: Telfer | (10:0) Bericht | Versuche: Dauga Erhöhungen: Villepreux Straftritte: Villepreux | Murrayfield Stadium, Edinburgh Zuschauer: 50.000 Schiedsrichter: Meirion Joseph (Wales) |

| 29. Januar 1972 | Frankreich                                                   | 9 : 14         | Irland                                            | Stade Olympique Yves-du-Manoir, Colombes Zuschauer: 26.939 Schiedsrichter: Tony Lewis (Wales) |
| 29. Januar 1972 | Versuche: Lux Erhöhungen: Villepreux Straftritte: Villepreux | (3:11) Bericht | Versuche: McLoughlin Moloney Straftritte: Kiernan | Stade Olympique Yves-du-Manoir, Colombes Zuschauer: 26.939 Schiedsrichter: Tony Lewis (Wales) |

| 5. Februar 1972 | Wales                                                                                   | 35 : 12        | Schottland                                                         | Cardiff Arms Park, Cardiff Schiedsrichter: Alfred Jamison (Irland) |
| 5. Februar 1972 | Versuche: Bergiers Davies Edwards (2) Taylor Erhöhungen: John (3) Straftritte: John (3) | (10:6) Bericht | Versuche: Clark Erhöhungen: P. Brown Straftritte: P. Brown Renwick | Cardiff Arms Park, Cardiff Schiedsrichter: Alfred Jamison (Irland) |

| 12. Februar 1972 | England                                                      | 12 : 16       | Irland                                                                           | Twickenham Stadium, London Schiedsrichter: Roger Austry (Frankreich) |
| 12. Februar 1972 | Versuche: Ralston Erhöhungen: Hiller Straftritte: Hiller (2) | (9:3) Bericht | Versuche: Flynn Grace Erhöhungen: Kiernan Straftritte: Kiernan Dropgoals: McGann | Twickenham Stadium, London Schiedsrichter: Roger Austry (Frankreich) |

| 26. Februar 1972 | Irland | annulliert | Schottland | Lansdowne Road, Dublin |
| 26. Februar 1972 |        |            |            | Lansdowne Road, Dublin |

| 26. Februar 1972 | Frankreich                                                                                        | 37 : 12        | England                                              | Stade Olympique Yves-du-Manoir, Colombes Zuschauer: 33.860 Schiedsrichter: T. F. E. Grierson (Schottland) |
| 26. Februar 1972 | Versuche: Biémouret Duprat Lux Sillières Spanghero Erhöhungen: Villepreux Straftritte: Villepreux | (15:6) Bericht | Versuche: Beese Erhöhungen: Old Straftritte: Old (2) | Stade Olympique Yves-du-Manoir, Colombes Zuschauer: 33.860 Schiedsrichter: T. F. E. Grierson (Schottland) |

| 11. März 1972 | Irland | annulliert | Wales | Lansdowne Road, Dublin |
| 11. März 1972 |        |            |       | Lansdowne Road, Dublin |

| 18. März 1972 | Schottland                                                                      | 23 : 9         | England              | Murrayfield Stadium, Edinburgh Schiedsrichter: Meirion Joseph (Wales) |
| 18. März 1972 | Versuche: P. Brown MacEwan Straftritte: A. Brown P. Brown (3) Dropgoals: Telfer | (14:3) Bericht | Straftritte: Old (3) | Murrayfield Stadium, Edinburgh Schiedsrichter: Meirion Joseph (Wales) |

| 25. März 1972 | Wales                                        | 20 : 6        | Frankreich                  | Cardiff Arms Park, Cardiff Zuschauer: 50.000 Schiedsrichter: Michael Titcomb (England) |
| 25. März 1972 | Versuche: Bevan Davies Straftritte: John (4) | (9:6) Bericht | Straftritte: Villepreux (2) | Cardiff Arms Park, Cardiff Zuschauer: 50.000 Schiedsrichter: Michael Titcomb (England) |